# Кі-айкідо
Сін Сін Тоіцу Айкідо (кі-айкідо) - організація, створена Тохеєм Коіті у 1974 році, після суперечки з сином о-сенсея, Уесіба Кіссьомару (植芝 吉祥丸, 1921—1999). Предметом суперечки була роль кі розвитку у процесі навчання айкідо.
Сін Сін Тоіцу Айкідо означає стиль об'єднання душі і тіла, в якому велика увага надається освоєнню КІ, одного з головних понять мистецтва айкідо. Коічі Тохей вважає, що без правильного розуміння КІ неможливе виконання істинної техніки айкідо.
Сін Тоіцу Айкідо часто згадується як Кі Спільнота, оскільки даний термін має на увазі, що ця група підкреслює концепцію Кі як динамічної сили у Всесвіті. Цей принцип стоїть і на чолі навчання техніці Айкідо, яке міститься в навчальній програмі Кі Спільноти. Одній з складових частин навчання в групі Тохея є лікування за допомогою Кі. Товариство Кі має широку мережу додзе в Японії і безліч відділень за кордоном. Воно централізовано контролюється з центрального додзе, розташованого в Шинджуку, недалеко від Айкікай Хомбу Додзе. Тохей є автором численних книг по Айкідо і темах, що мають відношення до Кі, він - одна з найвідоміших фігур Айкідо. Коічі Тохей розробив чотири принципи об'єднання душі і тіла, які сприяють правильному розумінню КІ, систему тестів на КІ (які допомагають навчитися розслаблятися і досягати стану "стійкої рівноваги"), виконуваних в процесі занять айкідо, а також сформулював 21-ше твердження про КІ, де зафіксовані основні поняття про КІ. Нині Коічі Тохей живе в Японії і успішно тренує. Розвиває свій стиль, постійно шукає щось нове. Перші успіхи організації Айкідо і її розповсюдження у світі були досягнуті, головним чином, завдяки зусиллям саме Коічі Тохея. Тохей здійснював часті поїздки на Гаваї і США, а також написав серію популярних книг, які були перекладені головними європейськими мовами. Проте через його відхід з головної організації Айкідо, ім'я Тохея було викреслене з історії Айкікая, і в результаті більшість тих, що практикують Айкідо сьогодні навіть не чули про нього.